# Tram ATM serie 600
Le vetture tranviarie serie 600 dell'ATM di Milano erano una serie di vetture a due assi ordinate negli anni intorno alla prima guerra mondiale al fine di sostituire sulle linee più trafficate le vecchie vetture Edison.

## Storia
Progettate sulla base dei buoni risultati ottenuti dalle cosiddette vetture "sperimentali", costruite nel 1916-1917 da diverse industrie del settore, le 600 entrarono in servizio dopo la prima guerra mondiale in 129 unità, numerate da 601 a 729, con possibilità di essere accoppiate a rimorchi della serie 1300.
In origine bidirezionali, furono trasformate in monodirezionali tra il 1932 e il 1936. Nel 1934 dieci unità della serie rimasero distrutte in un incendio durante la fase di revisione e, pertanto, le stesse vennero ricostruite poco dopo con cassa metallica simile a quella delle Carrelli. Quattro unità, matricole 726 ÷ 729, passarono nel 1929 alla STEL, che le utilizzò per il servizio tranviario urbano di Monza e al quale rimasero adibite sino al 1956, anno in cui ritornarono sulla rete urbana milanese.
Dopo la seconda guerra mondiale, durante la quale trenta unità furono requisite e inviate in Germania (a Monaco di Baviera: dodici unità vennero acquistate definitivamente nel 1949 e utilizzate fino al 1959), alcuni esemplari danneggiati vennero ricostruiti a cassa metallica e riclassificati nella serie 700; altre vetture furono utilizzate per costruire le articolate serie 4000, poi utilizzate anche sulle linee suburbane per Corsico e Niguarda.
Le 600 fecero servizio fino al 1967, quindi vennero radiate e demolite. Nel 1984 l'unità 700 è stata ricostruita nell'aspetto della serie 600, assumendo il numero 609, sebbene dotata di pantografo al posto del trolley originale; tale vettura fa parte del patrimonio storico tranviario ATM, del quale costituisce l'unità più vetusta ancora presente nel proprio parco.
L'esemplare ricostruito numero 609 è stato disponibile per noleggi, corse speciali, servizi fotografici, fino a ottobre 2024, mese a partire dal quale la vettura è stata di fatto accantonata per volontà di ATM.